# Gail Gilmore
Gail Gilmore, pseudonimo di Gail Gerber, nota anche come Gale Gilmore, (Edmonton, 4 ottobre 1937 – Sharon, 2 marzo 2014), è stata una ballerina e attrice canadese.
Ha recitato in molti film commedia come The Girls on the Beach, Pazzo per le donne, insieme con Elvis Presley, Beach Ball e Village of the Giants.

## Biografia
Nel 1952, all'età di 15 anni, diventò membro di Les Grands Ballets Canadiens di Montreal. Nel novembre del 1963, all'età di 26 anni, posò in un maglione aderente per la rivista Playboy, come una delle "Ragazze del Canada".
Mentre recitava sul set del film Il caro estinto (1965), Gilmore incontrò lo scrittore Terry Southern. Successivamente la coppia lasciò Hollywood nel 1966 e visse insieme a New York e in seguito nel Connecticut. Rimase la compagna di Southern fino alla sua morte nel 1995. Si ritirò quindi sulla costa orientale dopo aver insegnato danza classica per 25 anni, dal 1973 al 1995.
Incoraggiata da Angelica Page, figlia della sua grande amica Geraldine Page, tornò nel 2008 sul grande schermo interpretando un'anziana ed eccentrica signora in Lucky Days (2008).
Nel 2009, pubblicò la sua autobiografia Trippin' with Terry Southern: What I Think I Remember  insieme al coautore Tom Lisanti. Sebbene il libro sia incentrato sui trent'anni trascorsi con Terry Southern, vengono forniti anche dettagli sull'infanzia e la carriera dell'attrice. Nel 2010, il libro è stato insignito della medaglia d'argento per il premio Independent Publisher Book Awards (IPPY) per la migliore autobiografia ed è stata finalista al National Best Books 2010 Awards nella categoria Performing Arts.
Accanita fumatrice, Gilmore morì il 2 marzo 2014, all'età di 76 anni, per un tumore al polmone.